# L'australiano
L'australiano (The Shout) è un film del 1978 diretto da Jerzy Skolimowski, tratto da un racconto di Robert Graves.
Il film, presentato in concorso al 31º Festival di Cannes, venne premiato con il Grand Prix Speciale della Giuria.

## Trama
Durante lo svolgimento di una partita di cricket tra degenti e dipendenti di una clinica psichiatrica della campagna inglese, uno dei pazienti, presentato come persona di straordinaria intelligenza da parte del direttore, racconta una storia a Robert, un ragazzo giunto lì per la prima volta e che segnerà i punti della partita. Si tratta della vicenda di Anthony, un musicista sperimentalista, e di sua moglie Rachel.
Il racconto si apre con la coppia felice che, assopitasi dopo una gita in spiaggia, è vittima di una specie di strano incubo. La domenica seguente, l'uomo, adescato da un'avvenente donna del piccolo paese nel quale vivono, si lascia andare a una breve avventura. La moglie Rachel, a casa, è ovviamente ignara, mentre un tizio misterioso ha verosimilmente capito tutto e dopo aver imposto un colloquio all'uomo, si autoinvita a pranzo e poi vi resta pure la notte e i giorni seguenti. L'uomo misterioso si chiama Crossley e ha vissuto 18 anni tra gli aborigeni dell'interno dell'Australia dove avrebbe appreso stregonerie portentose. In particolare sarebbe in grado di uccidere con la semplice emissione di un "urlo terrifico". La cosa suona inverosimile fin quando l'"australiano" non dimostra l'effettiva forza del suo urlo ad Anthony che ne rimane tramortito nonostante dei tappi nelle orecchie.
Il vero intento di Crossley, è però quello di conquistare Rachel che, evidentemente sotto l'effetto di un incantesimo, dalla comprensibile diffidenza iniziale verso questo strano soggetto, è improvvisamente attratta da questo al punto di non nascondere atteggiamenti espliciti verso lo stesso nemmeno di fronte al marito.
Conscio della vera natura della questione, Anthony spinto dalla rabbia e dall'istinto, torna sulla spiaggia dove ebbe l'incubo, dissotterra una pietra e, spezzandola in quattro parti rompe l'incantesimo. La cosa colpisce fisicamente Crossley che contemporaneamente è anche arrestato per un omicidio commesso in precedenza.
Tornati al presente il narratore svela al ragazzo di essere egli stesso Crossley e di avere ancora l'anima spezzata. Giunti al culmine della narrazione si scatena un temporale che determina l'improvvisa interruzione della partita e un fuggi fuggi generale. Il direttore si rifugia nel casottino segnapunti dove Crossley è in preda a una crisi di nervi. Il ragazzo scappa e, mentre si abbatte un fulmine, Crossley lancia un'ultima volta il suo urlo terrifico morendo insieme al direttore e a un terzo malcapitato.